# اغو كاسمير
اغو كاسمير (بالإنجليزية: Agu Casmir)‏ (23 مارس 1984 بلاغوس في نيجيريا - ) هو لاعب كرة قدم سنغافوري في مركز الهجوم. شارك مع منتخب سنغافورة تحت 23 سنة لكرة القدم ومنتخب سنغافورة لكرة القدم. أما مع النوادي، فقد لعب مع برسيجا جاكارتا وليونز تويلف ونادي سون هي ونادي واريورز ووودلاندز ويلينغتون ويانج لايونز ونادي غومباك يونايتد وبيرسيبايا سورابايا وPolis Diraja Malaysia FC ‏.

## وصلات خارجية
- اغو كاسمير على موقع الاتحاد الدولي (مؤرشف)  (الإنجليزية)
- اغو كاسمير على موقع قاعدة بيانات كرة القدم.إي يو (الإنجليزية)
- اغو كاسمير على موقع ناشيونال فوتبول تيمز (الإنجليزية)
- اغو كاسمير على موقع Soccerway.com (الإنجليزية)